# Hormônio do crescimento

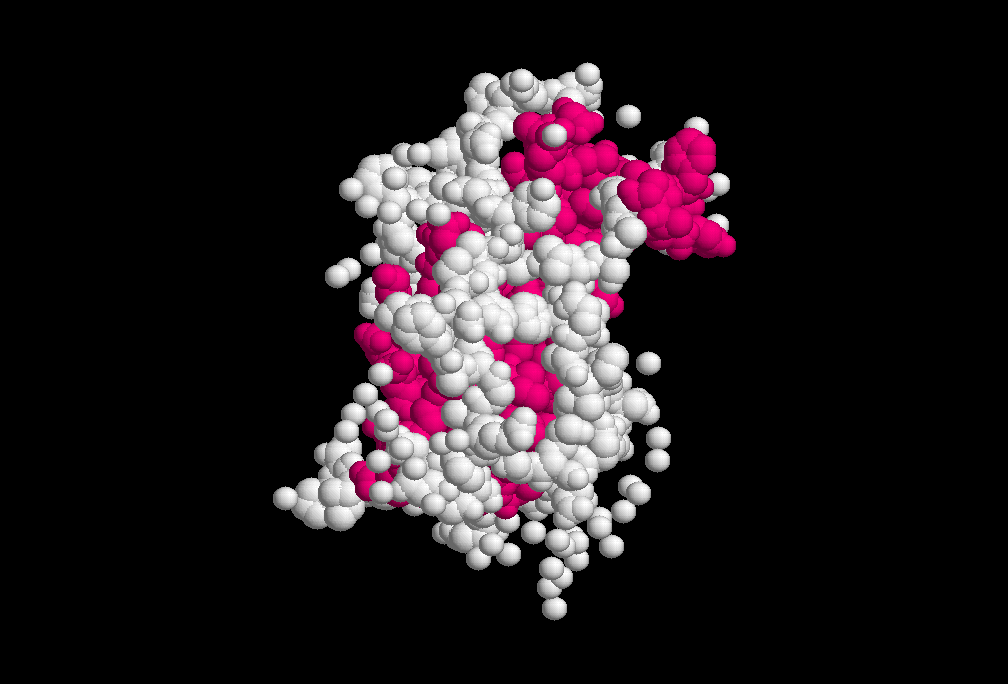
Hormônio do crescimento

O hormônio do crescimento (português brasileiro) ou hormona do crescimento (português europeu), abreviadamente GH (do inglês growth hormone), também chamado somatotrofina ou somatotropina (ST), é uma proteína e um hormônio peptídeo sintetizado e secretado pela glândula hipófise anterior (adenoipófise). Este hormônio estimula o crescimento e a reprodução celular em humanos e outros animais vertebrados.

## Terminologia
É uma pequena proteína, produzida e secretada pela glândula hipófise anterior. Durante a fase de crescimento, sob ação deste hormônio, quase todas as células  aumentam em volume e em número, propiciando um crescimento dos tecidos, dos órgãos e, consequentemente, o crescimento corporal.
Alguns de seus principais e conhecidos efeitos nos tecidos são:
- Aumento na síntese proteica celular - Isso ocorre porque o hormônio do crescimento aumenta o transporte de aminoácidos através da membrana celular, aumenta a formação de RNA e aumenta os ribossomos no interior das células. Tudo isso proporciona, nas células, melhores condições para que as mesmas sintetizem mais proteínas.
- Menor utilização de glicose pelas células para produção de energia - promove, assim, um efeito poupador de glicose no organismo.

Aumento da utilização de gordura pelas células para produção de energia - ocorre, também, uma maior mobilização de ácidos graxos dos tecidos adiposos para que os mesmos sejam utilizados pelas células. Uma consequência disso é a redução dos depósitos de gordura nos tecidos adiposos.
Devido aos efeitos acima citados, observa-se um importante aumento na quantidade de proteínas em nossos tecidos. Em consequência do aumento das proteínas e de um maior armazenamento de glicogênio no interior das células, estas aumentam em volume e em número. Portanto observamos um aumento no tamanho de quase todos os tecidos e órgãos do nosso corpo.

## Estrutura e gene da molécula de GH humano
Os genes responsáveis pelo código do hormônio do crescimento humano estão localizados na região q22-24 do cromossomo 17 e estão intimamente relacionados aos genes da somatomamotropina coriônica humana (hCS, também conhecida como lactogênio placentário humano). O GH, o hCS e a prolactina (PRL) constituem um grupo de hormônios homólogos com atividade de promoção do crescimento e da lactogênese.
O hormônio do crescimento humano é uma proteína de 191 aminoácidos com uma massa molecular de cerca de 22.000 daltons. Sua estrutura inclui quatro hélices, necessárias para a interação funcional com o receptor do GH. O GH é homólogo estrutural e evolucionário da prolactina e da somatomamotropina coriônica. Apesar da marcante similaridade estrutural entre os hormônios do crescimento de diferentes espécies, apenas os hormônios GH humano e de primatas têm ação significante em seres humanos.

## Secreção do GH
O GH é secretado na corrente sanguínea pelas células somatotrópicas da glândula pituitária anterior. Dentre os hormônios dessa glândula, o GH é aquele produzido em maior quantidade. O fator de transcrição PIT-1 estimula tanto o desenvolvimento dessas células quanto sua produção de GH. A falha no desenvolvimento dessas células, assim como a destruição da glândula pituitária anterior, resulta na deficiência do GH.
Os peptídeos liberados pelos núcleos neurossecretores do hipotálamo à veia portal pituitária, que cerca a glândula, são os principais controladores da secreção do GH por parte dos somatótropos. O Hormônio da Liberação do Hormônio do Crescimento (GHRH em inglês), proveniente do núcleo arqueado, e a grelina promovem a secreção de GH, enquanto que a somatostatina, que vem do núcleo periventricular, a inibe.
Embora o balanço destes peptídeos estimulantes e inibidores determinam a emissão do GH, este mesmo balanço é por outro lado afetado por muitos outros fatores. Dentre os estimulantes da liberação do GH pode-se citar o sono, o exercício físico, a hipoglicemia, as proteínas consumidas na dieta e o estradiol. Os inibidores da liberação do GH incluem os carboidratos consumidos na dieta e os glicocorticóides.
A maior parte da secreção fisiologicamente importante do GH acontece em forma de pulsos ou picos de liberação do GH várias vezes ao dia. O nível do GH durante tais picos pode ir de 5-30 ng/mL ou mais. Os picos geralmente duram de 10-30 min e então retornam aos níveis basais. O maior e também o mais provável desses picos de GH acontece por volta de duas hora após deitar-se. De qualquer forma, há uma variação ampla de acordo com o dia e o indivíduo. Entre picos, os níveis basais de GH são baixos, geralmente abaixo de 3 ng/mL na maior parte do dia e da noite.
A quantidade e o padrão de secreção do GH muda ao longo de toda a vida. Os níveis basais são máximos durante a infância. A amplitude e a freqüência de picos são máximos durante o estirão pubertal. As crianças e os adolescentes sadios têm uma média de 8 picos a cada 24 horas. Os adultos, em média 5 picos. Os níveis basais, a freqüência e a amplitude dos picos caem ao longo da vida adulta.
Existem várias formas moleculares do GH. A maior parte do hormônio do crescimento na circulação sanguínea está ligada a uma proteína (GHBP em inglês, Proteína Ligadora do Hormônio do Crescimento), que é derivada do receptor de hormônio do crescimento.

## Funções do GH
Os efeitos do hormônio do crescimento nos tecidos do organismo podem ser geralmente descritos como anabólicos (usado em grandes quantidades , podem levar o indivíduo a morte quase que instantânea). Da mesma forma que a proteína de outros hormônios, o GH age por meio da interação com um receptor específico encontrado na superfície das células.
O ganho de altura conseguido durante a infância é o efeito melhor conhecido da ação do GH e parece ser estimulado por no mínimo dois mecanismos:
1. O GH estimula diretamente na divisão e multiplicação dos condrócitos da cartilagem. Estas são as células primárias encontradas nas extremidades dos ossos longos das crianças (braços, pernas, dedos).
2. O GH também estimula a produção do Fator do Crescimento do Tipo Insulina 1 (IGF-1 em inglês, antigamente conhecido como somatomedina C), um hormônio homólogo à proinsulina. O fígado é o alvo principal do GH neste processo e é o principal local de produção de IGF-1. O IGF-1 estimula o crescimento em inúmeros tecidos, e é gerado nesses tecidos-alvo, o que faz dele tanto um hormônio endócrino quanto um hormônio autócrino/parácrino.

Embora o ganho de altura seja o efeito melhor conhecido do GH, o hormônio também assiste muitas outras funções metabólicas. O GH aumenta a retenção de cálcio e aumenta a mineralização dos ossos; aumenta a massa muscular; induz a síntese de proteínas e o crescimento de vários órgãos do corpo.
O hormônio também estimula o sistema imunológico e tem um papel na homeostase de energia do organismo: ele reduz o consumo de glicose por parte do fígado, que é um efeito oposto ao da insulina. Também contribui para a manutenção e funcionamento das ilhotas pancreáticas; tende a promover lipólise, que resulta em alguma redução do tecido adiposo (gordura corporal) e no aumento de ácidos graxos livres e glicerol na corrente sanguínea.
Ele também promove a queima de gordura ao mover gordura armazenada para a corrente sanguínea para ser utilizada como energia. Por conta desse efeito mobilizador de gordura, o GH reduz a quantidade de glicose e proteínas usada como combustível. Então, altos níveis de GH protegem a perda de massa magra e resultam em alguma redução do tecido adiposo.
A estatura final, no entanto, não é regida exclusiva e simplesmente pela quantidade de GH à qual é submetido o indivíduo. Trata-se de uma conjunção de fatores que inclui outros hormônios, mas, mais fundamentalmente, pela resposta que cada tecido pode dar a uma oferta maior de GH; em outras palavras, depende da programação genética do indivíduo. Se os níveis séricos de GH de um determinado indivíduo ainda em fase de crescimento são normais, somente haverá alteração significativa de estatura se este indivíduo receber cargas consideravelmente acima de seu nível padrão (que é normal, por hipótese). Entretanto, sob cargas sensivelmente acima do normal, os diversos tecidos respondem de maneiras diferentes (respostas descompassadas, desequilibradas, desproporcionais) e problemas podem surgir. Um exemplo é o gigantismo quando, entre outros problemas, verifica-se um crescimento fora do comum (há casos de indivíduos que passam de 2,50m), sempre acompanhado de diabetes severa, cardiomegalia e outros distúrbios que invariavelmente encurtam a vida do indivíduo (raramente atingem 40 anos de idade).
Assim, a estatura final do indivíduo depende, grosso modo falando, de sua programação genética em geral (desde que tenha alimentação adequada e níveis normais de GH). Se a programação genética apontar para uma estatura final de, por exemplo, 1,60m, e se hipoteticamente submetido (artificialmente ou não) a uma carga alta de GH, o indivíduo poderá atingir 1,70, 1,80m ou mais, mas sempre às custas de um desequilíbrio orgânico perigoso e quase em sua totalidade irreversível (ainda que os níveis de GH regridam após atingida a estatura desejada). Em outras palavras, se tivermos dois indivíduos normais (sem falta nem excesso de GH) e um deles for, por exemplo, 20 cm mais alto que o outro, essa diferença de estatura não se deverá a níveis substancialmente diferentes de GH mas sim à programação genética de cada um; se o mais baixo fosse, hipoteticamente, submetido a um tratamento com altas doses de GH com vistas a uma estatura final maior, poderia atingir (e até passar) a estatura do outro indivíduo, mas ao final estaria em condições de saúde muito mais precárias.

## Crescimento Ósseo
O efeito do hormônio do crescimento no crescimento ósseo ocorre de uma forma indireta: O hormônio do crescimento estimula nas células hepáticas e, em menor proporção, nos rins a produção de uma substância denominada somatomedina. A somatomedina estimula a síntese de substância fundamental na matriz óssea, necessária ao crescimento deste tecido. Portanto, um déficit na produção de hormônio do crescimento acarreta também um deficit no crescimento em estatura.
Embora o crescimento estatural cesse após a juventude, o hormônio do crescimento continua a ser secretado por toda a vida. Ocorre apenas uma pequena redução em sua secreção após a juventude. O crescimento estatural não mais ocorre, a partir desta fase, devido ao esgotamento da cartilagem de crescimento dos ossos longos, impedindo o crescimento dos mesmos em comprimento. Porém ossos mais membranosos, como os do nariz, continuarão a crescer lentamente.

## Controle da Secreção
A quantidade de hormônio do crescimento secretada; a cada momento depende de diversos fatores.
A regulação da secreção é feita através do Fator de Liberação da Somatotropina (GRF), produzida no hipotálamo. Este fator atinge a adenoipófise através do sistema porta hipotálamo-hipofisário e estimula esta glândula a produzir e secretar maiores quantidades do hormônio do crescimento.
Um dos mais importantes fatores que influenciam a secreção de GRF pelo hipotálamo e, como consequência, maior secreção de GH pela hipófise, é a quantidade de proteínas no interior das células em nosso organismo. Quando as proteínas estão em quantidade baixa, como ocorre na desnutrição, o GRF é secretado em maior quantidade e, consequentemente, o GH também o faz. Como resultado haverá, nas células, um estímulo para que ocorra uma maior síntese de proteínas.

## Tratamentos antienvelhecimento com hormônio do crescimento
Recentemente, o hormônio do crescimento tem sido indicado em terapias antienvelhecimento. Pesquisas recentes revelaram que a utilização de hormônio do crescimento ampliou significativamente a resistência e a força física em idosos.  A terapia de hormônio do crescimento também pode ter um efeito de melhora da saúde óssea, especialmente em mulheres pós-menopausa. Há ainda indícios de que o uso do hormônio do crescimento promove a proteção do sistema cardiovascular, por prevenir a resistência arterial, melhorando assim o fluxo sanguíneo. No Brasil, a terapia não foi liberada pela Agência Nacional de Vigilância Sanitária (Anvisa).
Os efeitos colaterais da terapia de hormônio do crescimento em tratamentos antienvelhecimento incluem a retenção de fluidos, o desenvolvimento da síndrome do túnel do carpo, a ginecomastia e hipertensão. 